# Morska geologija
Morska geologija ili geološka oceanografija je znanost koja proučava povijest i strukturu oceanskog dna. Uključuje geofizička, geokemijska, sedimentološka i paleontološka istraživanja oceanskog dna i obalne zone. Snažno je povezana s fizičkom oceanografijom.
Morskogeološke studije bile su od izuzetne važnosti za pribavljanje dokaza o širenju morskog dna i tektonici ploča u godinama nakon Drugog svjetskog rata. Duboko oceansko dno posljednja je neistražena granica i detaljno mapiranje u svrhu podrške vojnim (podmornice) i ekonomskim ciljevima (nafta i vađenje metala) pokreće istraživanja.

## Pregled
Vatreni prsten oko Tihog oceana s pratećim intenzivnim vulkanizmom i seizmičkom aktivnošću predstavlja veliku prijetnju zbog katastrofalnih potresa, cunamija i vulkanskih erupcija. Bilo koji sustavi za rano upozoravanje na ove katastrofalne događaje zahtijevat će detaljnije razumijevanje morske geologije obalnih područja i područja otočnih lukova.
Proučavanje sedimentacije u priobalju i dubokom moru te taloženja i stope rastvaranja kalcij-karbonata u raznim morskim sredinama ima važne implikacije na globalne klimatske promjene.
Otkriće i kontinuirano proučavanje vulkanizma u zoni srednjooceanskih grebena i hidrotermalnih izvora, najprije u Crvenom moru, a kasnije i duž Istočnopacifičkog i Srednjoatlantskog grebena, bili su i nastavljaju biti važno područje morskogeoloških istraživanja. Ekstremofilni organizmi otkriveni u ovim hidrotermalnim sustavima i njihovom susjedstvu izraženo su utjecali na naše shvaćanje života na Zemlji i, potencijalno, porijekla života u takvoj sredini.
Oceanski rovovi jesu duge (mogu se protezati cijelom hemisferom), ali uske topografske depresije morskog dna i ujedno njegovi najdublji dijelovi.
Marijanska brazda najdublji je poznati podmorski rov i najdublje mjesto u samoj Zemljinoj kori. Smještena je u zoni subdukcije, gdje se Pacifička ploča podvlači pod Filipinsku. Dno brazde dublje je ispod površine mora nego vrh Mount Everesta iznad nje.

## Također pogledajte
- Batimetrijska karta
- Hidrogeologija
- Pelagički sedimenti

## Vanjski linkovi
- Soundwaves – vijesti o  istraživanjima
- Morska geologija i geofizika – NOAA
- Projekt mapiranja pacifičkog morskog dna – USGS  Arhivirana inačica izvorne stranice od 18. ožujka 2014. (Wayback Machine)
- Morska geologija i geofizika na MIT-u

- Program bušenja u oceanima